# János Bolyai

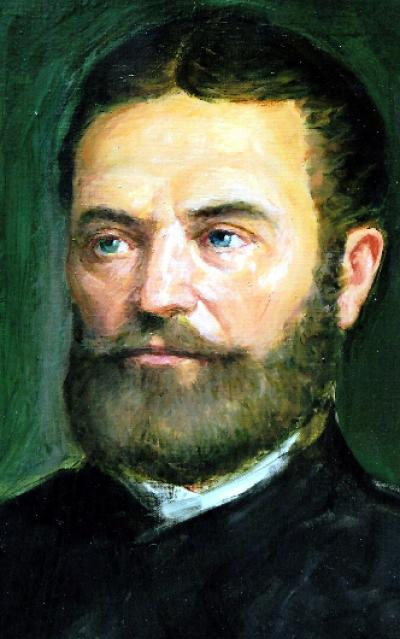
János Bolyai.

János Bolyai [ˈjaːnoʃ ˈbojɒi] (* 15. Dezember 1802 in Klausenburg; † 27. Januar 1860 in Neumarkt am Mieresch), im Deutschen früher auch Johann Bolyai, war ein ungarischer Mathematiker. Er arbeitete als einer der ersten Mathematiker auf dem Gebiet der nichteuklidischen Geometrie.

## Leben
János Bolyai entstammte dem Adelsgeschlecht Bell, einer Linie des Adelsgeschlechts Kerpen. Er war der Sohn von Farkas Bolyai, einem Professor für Mathematik. Bolyais eigene Begabung in Mathematik sowie Sprachen und Musik fiel schon früh auf. Mit sieben Jahren lernte er Violine, machte rasch Fortschritte und trat später in Wien auch öffentlich als Violinist auf. Mathematikunterricht erhielt er von seinem Vater und besuchte erst ab neun Jahren eine Schule, das Kalvinisten-Kolleg in Neumarkt am Mieresch, wo auch sein Vater unterrichtete.
Nach dem Schulabschluss 1817 begann er ein Studium der Ingenieurwissenschaften an der Wiener Militärakademie. Das eigentlich gewünschte Mathematikstudium im Ausland konnte sich die Familie nicht leisten; seines Vaters Anfrage an den befreundeten Carl Friedrich Gauß, den Sohn als Schüler aufzunehmen, war negativ beschieden worden. János Bolyai schloss sein Ingenieursstudium 1822 erfolgreich ab und widmete sich danach ein Jahr wissenschaftlichen Studien. Dabei versuchte er zunächst wie sein Vater, das Parallelenpostulat von Euklid zu beweisen, und entwickelte über die Auseinandersetzung mit den Grundlagen der euklidischen Geometrie dann grundlegende Züge einer nichteuklidischen Geometrie. Über einige Probleme tauschte er sich in dieser Zeit mit seinem Freund Carl Szasz (1798–1835) aus, der aber 1821 als Lehrer nach Ungarn ging.
1823 wurde János Bolyai Ingenieuroffizier in der k.u.k. Armee (Unterleutnant), wo er zunächst bis 1826 an den Befestigungsanlagen von Temesvár mitarbeitete. In der Armee war er als hervorragender Fechter bekannt, wie auch für seine Abstinenz – er trank nicht, rauchte nicht und hielt sich auch vom Spiel fern. 1826 bis 1830 war er in Arad stationiert, nach 1830 zunächst in Lemberg. 1827 wurde er Oberleutnant und 1832 Kapitänleutnant.
Er entwickelte seine Ideen zur nichteuklidischen Geometrie in seiner Militärzeit weiter, blieb dabei aber isoliert und konnte auch seinen Vater erst bei einem Besuch 1831 von der Bedeutung seiner Arbeit überzeugen. Dieser drängte daraufhin auf eine Publikation, als Anhang in dessen eigenem Werk „Tentamen“. Der Vater sandte sein Buch auch an Gauß, der in einem Antwortbrief zwar die Bedeutung anerkannte und die Leistung des Sohnes lobte – wörtlich schrieb er, „aufs Äußerste“ überrascht gewesen zu sein – gleichzeitig aber mitteilte, diese Entdeckung selbst schon gemacht zu haben, was für János Bolyai ein schwerer Schlag war. Er verdächtigte zeitweise sogar seinen Vater, einen alten Studienfreund von Gauß, diesem aus seinen vorherigen Mitteilungen etwas verraten zu haben.
Bolyai, der ab 1832 in Olmütz stationiert war, litt nun an einer angeschlagenen Gesundheit. Hinzu kamen laut seiner Dienstakte Hypochondrie und cholerische Neigungen. Seine Vorgesetzten erkannten die hohen mathematischen Fähigkeiten an, bemängelten aber häufige Kränklichkeiten, mangelnde Neigung zur Ingenieurtätigkeit sowie Hang zur Isolation von den Offizierskameraden und konstatierten eine ausgeprägte Leidenschaft für das Schachspiel. 1833 ließ sich Bolyai pensionieren, nachdem er zuvor 1832 vergeblich – mit Verweis auf den Brief von Gauß – um eine dreijährige Beurlaubung gebeten hatte, um sich der Mathematik zu widmen.
János Bolyai lebte dann auf dem Familiengut bei Domáld zusammen mit Rozália Kibédi Orbán (Rosalia Orban von Kibed), mit der er zwei Kinder hatte; da die dafür aufzubringende Geldsumme fehlte, fand die Heirat erst 1849 statt. Die Ehe, der sein Vater ablehnend gegenüberstand, hielt nicht lange – 1852 trennte sich das Paar. Bolyai beschäftigte sich weiter mit Mathematik, beispielsweise reichte er eine Preisarbeit in Leipzig ein zur Rolle der komplexen Zahlen in der Geometrie. 1846 zog er in die Nähe seines Vaters nach Marosvásárhely (Neumarkt am Mieresch). Dort lernte er 1848 die Arbeiten von Lobatschewski zur nichteuklidischen Geometrie kennen. Zuletzt beschäftigte er sich hauptsächlich mit Philosophie und hinterließ einen umfangreichen Nachlass an Manuskripten, die sich in der Bolyai-Teleki Bibliothek in Neumarkt am Mieresch befinden. János Bolyai starb im Januar 1860 an Lungenentzündung in Neumarkt am Mieresch.
Wie sein Vater arbeitete J. Bolyai an Untersuchungen über das Parallelenaxiom. Allerdings fand er als einer der ersten neben Carl Friedrich Gauß und Nikolai Iwanowitsch Lobatschewski eine nichteuklidische Geometrie, eine „absolut wahre (hyperbolische) Geometrie des Raumes“.
Kaum bekannt ist seine aus der Mathematik hergeleitete Philosophie, deren Grundgedanken man nur aus Fragmenten rekonstruieren kann, seiner Abhandlung über die Seele, die Materie und den Geist sowie aus seinem Schreiben an Kaiser Franz Josef, das unter anderem praktische Vorschläge zu einer neuen, gerechteren Finanzordnung enthält. Der umfangreiche Nachlass von Bolyai ist in jahrzehntelanger Arbeit von Elemér Kiss entziffert worden.
Nach Victor Babeș und ihm wurde die Babeș-Bolyai-Universität Cluj benannt. An den Mathematiker erinnern auch der Asteroid (1441) Bolyai und seit 1970 ein Mondkrater.

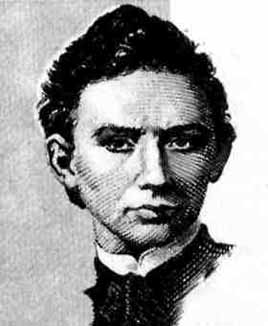
Oft kopiertes Bild, allerdings kein authentisches Porträt János Bolyais
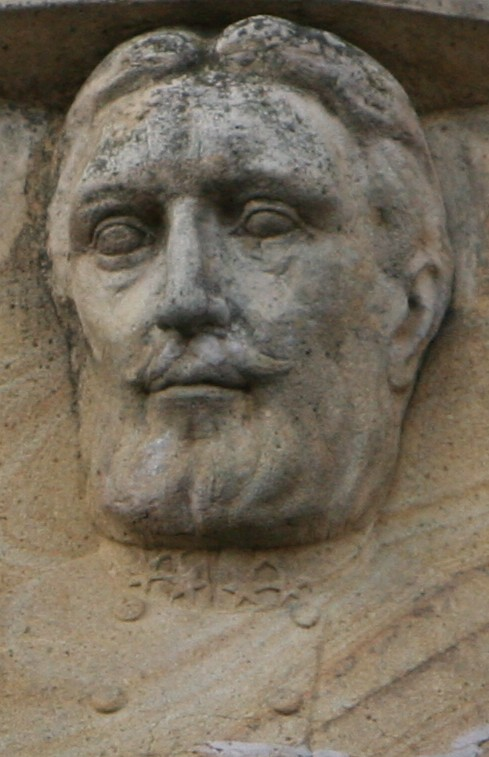
Darstellung János Bolyais am Kulturpalast in Neumarkt am Mieresch
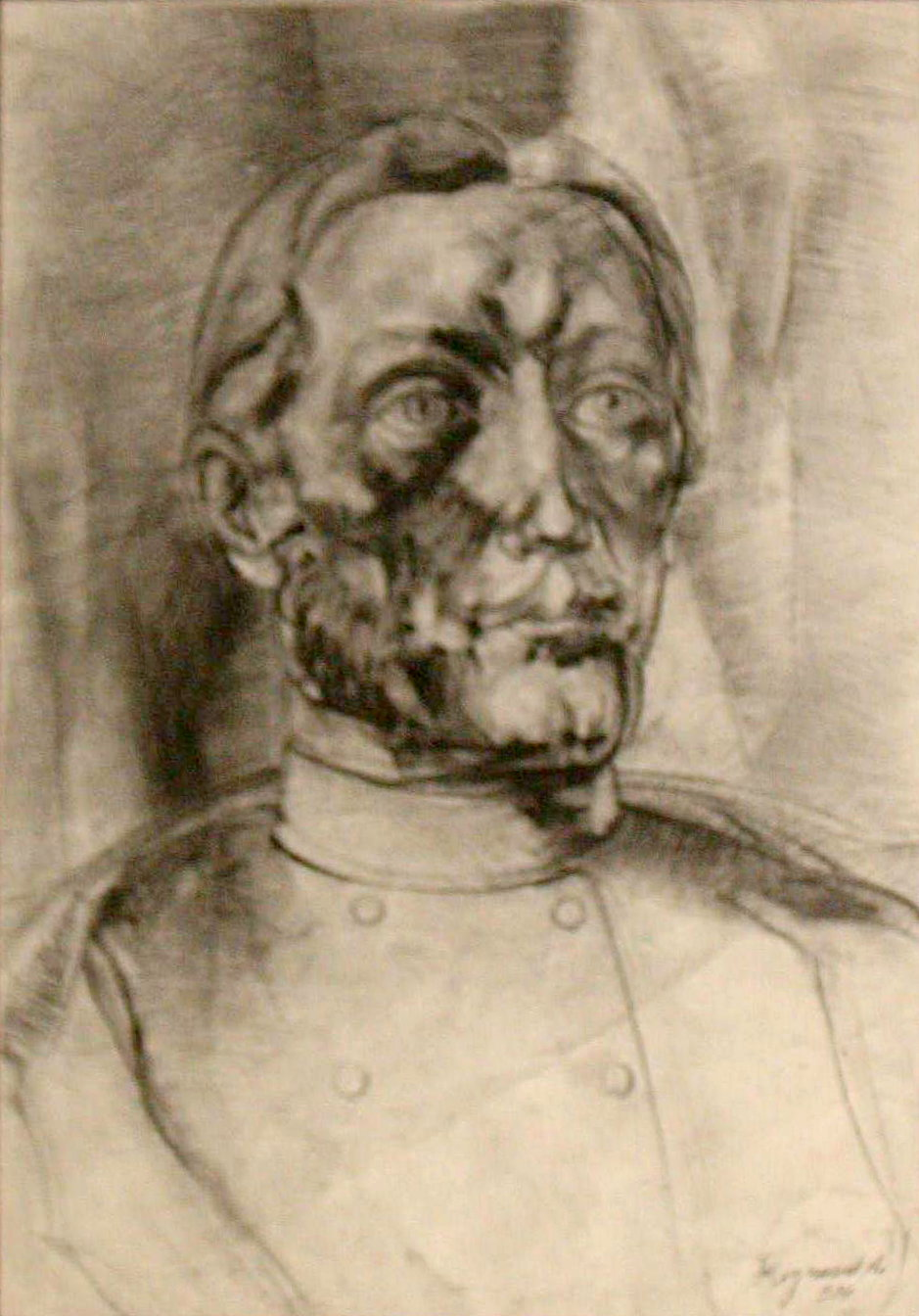
Versuch einer Rekonstruktion des Aussehens Bolyais von Attila Zsigmond
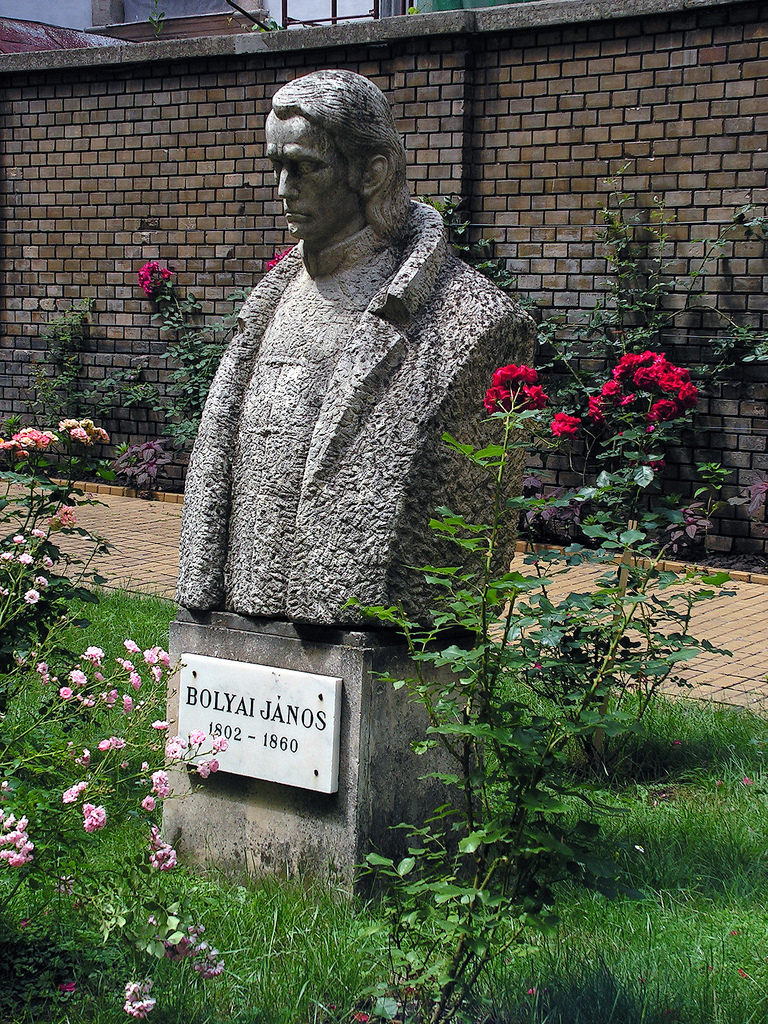
Statue zum Gedenken an János Bolyai in Klausenburg
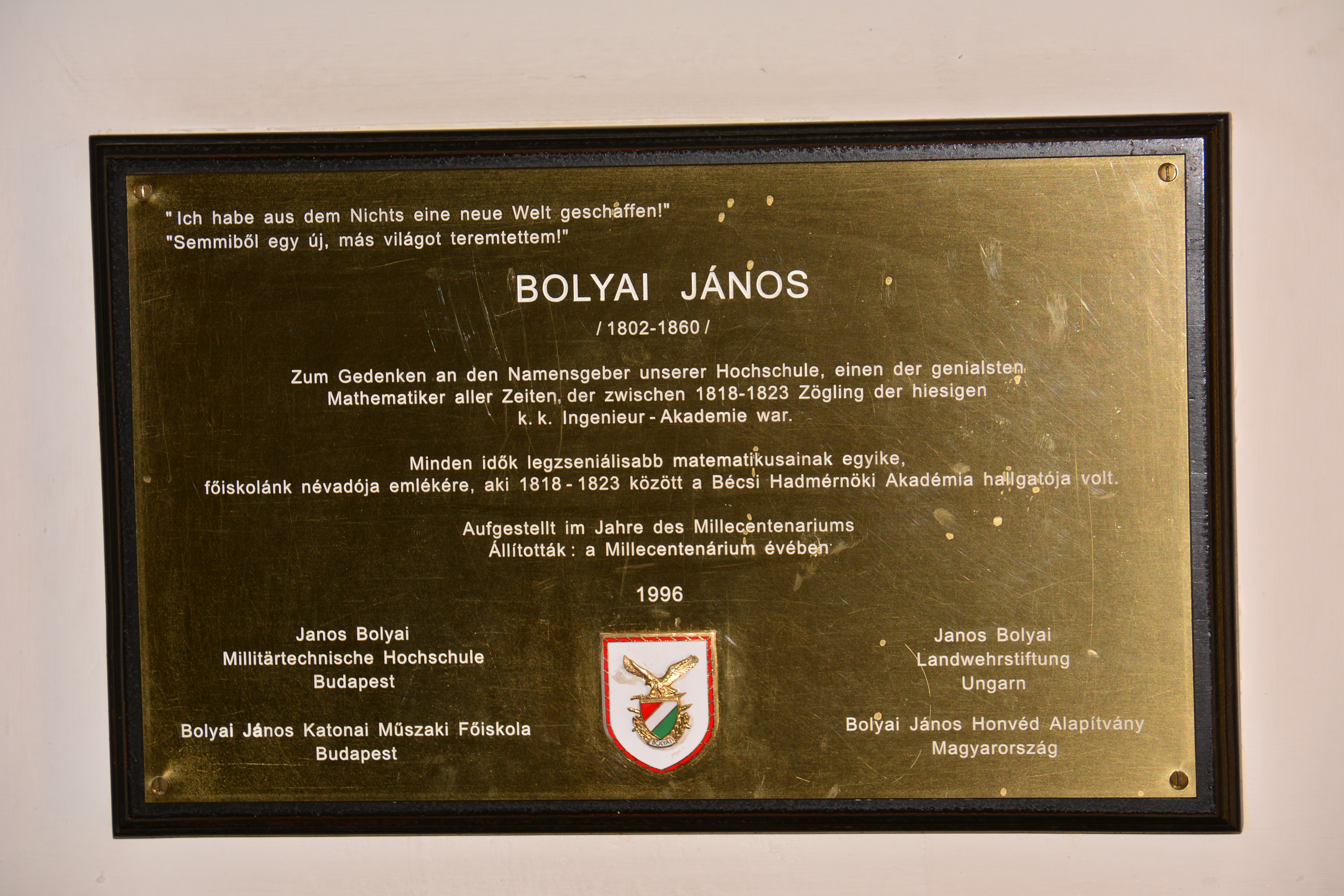
Gedenktafel in der Stiftskirche, der Garnisonskirche, in Wien

Von Bolyai sind keine bekannten Porträts erhalten – eines zerstörte Bolyai selbst mit einem Säbel. Zu seinem 100. Todestag erschienen 1960 Briefmarken in Ungarn und Rumänien, auf denen ein oft kopiertes Bild wiedergegeben wird, das allerdings nicht authentisch ist und wohl einen unbekannten Zeitgenossen zeigt. Es ist einem 1864 von Mór Adler (1826–1902) gemalten Bild nachempfunden, das zur abgebildeten Person keine Angaben machte. Károly Lühnsdorf (1893–1958) fertigte davon eine Zeichnung an und notierte fälschlicherweise, dass es ein Porträt von Janos Bolyai sei. Die einzige Darstellung, die eventuell Anspruch auf Authentizität erheben kann, ist eine Büste vor dem Kulturpalast von Neumarkt am Mieresch, die um 1911 angefertigt wurde, als sein Sohn Dénes, damals ein pensionierter Richter, und weitere Personen, die János Bolyai kannten, noch lebten. Da es authentische Porträts seines Vaters, seiner Mutter und seines Sohnes gibt, wurde auf dieser Grundlage in den 1990er Jahren versucht, das ungefähre Aussehen von János Bolyais zu rekonstruieren, zum Beispiel durch den Maler Attila Zsigmond.

## Internationale Mathematik-Teamwettbewerb „Bolyai“
2004 wurde der internationale Mathematik-Teamwettbewerb „Bolyai“ von Lehrern eines Budapester Gymnasiums ins Leben gerufen. Der Wettbewerb wurde nach János Bolyai und seinem Vater Farkas Bolyai benannt.